# Elva Hsiao
Elva Hsiao (Em chinês tradicional: 蕭亞軒; em chinês simplificado: 萧亚轩) é uma cantora pop, dance pop e mandopop taiwanesa, nascida em 24 de agosto de 1979 em Taipei, cidade de Taiwan, sendo também conhecida como Elsa Siu.

## Biografia
Nascida em 24 de agosto de 1979 em Taipei, cidade de Taiwan, Elva Hsiao foi educada no Colégio John Casablanca, em Vancouver, no Canadá durante a maior parte da vida, sendo fluente em inglês falado e escrito. Em Vancouver Elva participou do New Talent Singing Awards Vancouver Audition, um show de talentos realizado para descobrir novos talentos em 1998 com seu nome de nascimento, Hsiao Ya-chih. Na audição a aspirante à cantora chegou a ser uma das doze finalistas escolhidas, porém não conseguiu se manter entre os cinco finalistas ao cantar "Love Me A Little Longer", da cantora chinesa Coco Lee, sendo que no concurso havia outros três participantes de Taiwan.

### 1999-2003: Sucesso e Afirmação
Após as apresentações no Talent Singing Awards Vancouver Audition, Elva Hsiao chamou atenção da Virgin Records, gravadora elo da EMI Music de Taiwan, que acabou por assinar com a cantora para lança-la. Em 17 de novembro de 1999 é lançado seu primeiro álbum, o homônio Elva Hsiao, vendendo mais de 1 milhão de cópias em toda Ásia, marcando sua estrutuda na indústria da música chinesa. Em 2000 é lançado o segundo álbum, Red Rose, vendendo pouco menos que o primeiro álbum, de onde foi retirado o grande sucesso "Blossom in Red". Em 21 de abril de 2001 o álbum Tomorrow é lançado, difirenciando-se dos álbuns anteriores ao trazer uma mistura de pop e rock, com guitarras marcadas, sendo que em 2002 é lançado o quarto álbum da cantora, intitulado 4 U. No mesmo ano, em 30 de agosto de 2002, é lançado o último álbum de Elvia Hsiao pela EMI Music, intitulado Love's Theme Song, Kiss, álbum que trouxe participação do grupo britânico Blue, a faixa "U Make Me Wanna".

### 2004-2007: Conflitos com a Warner Music
Em 2004 o contrato com a Virgin Records/EMI Music e Elva Hsio chega ao final, não sendo renovada pela cantora por divergencias de opinião sobre a decisão sobre sonoridade e produção dos álbuns. Durante um ano as gravadoras disputaram o próximo contrato de Elva, sendo que se tornou uma batalha pessoal entre a Warner Music e a Sony BMG de Taiwan, sendo vencida enfim pela Warner Music, com quem a cantora assinou contrato inicial de dois anos para testar a gravadora. Ao assinar com a Warner Music, em 23 de março de 2005, foi prometido à Elva um novo álbum naquele mesmo ano e o interesse de torna-la o carro-chefe da gravadora na Ásia, porém não foi o que aconteceu. Elva ficou conhecida como a "diva de quinta" ironicamente pela mídia taiwanesa por estar atrás na preferencia da Warner Music de Sammi Cheng, A-Mei, Ying Na, e Stefanie Sun, além de que o álbum da cantora foi adiado pela gravadora para 2006 apenas.
No entanto, a Warner Music de Taiwan enfrentava problemas internos durante este período, incluindo executivos demitidos e mudança da equipe de produção. Muitos outros artistas da gravadora, incluindo Sammi Cheng e Stefanie Sun foram afetadas ao não terem seus álbuns promovidos, abaixando as vendas dos álbuns pela falta de divulgação colocada pela Warner Music. Primeiramente adiado para setembro de 2005, o álbum de Elva acabou sendo adiado sem data prevista, atitude que gerou constantes protestos dos fãs da cantora que congestionaram as linhas e website da Warner Music com o apoio da cantora que mostrava-se irritada nas entrevistas com a gravadora. Em fevereiro de 2006, um representante da Warner Music prometeu em uma entrevista que o álbum de Elva seria lançado em torno entre o final de março e início de abril de 2006. Algumas semanas depois a gravadora publicou que o álbum seria lançado em maio, o que acabou não ocorrendo novamente.
Finalmente em junho de 2006 Elva conseguiu finalizar e lançar seu novo single, intitulado "The World I Want (我要的世界)". Em outubro do mesmo ano porém o álbum não havia sido lançado ainda, embora a cantora houvesse anunciado ele para aquele mês enquantro trabalhava seu segundo single, a canção "Elva Is Back" em Los Angeles. Em 22 de Dezembro enfim o álbum foi lançado, intitulado 1087, ocupando a primeira posição dentre os mais vendidos e trazendo uma sonoridade difeente, mesclada com R&B e hip hop. No início de 2007 foi lançado o single "Confession" e, logo após, o single "L.O.V.E", seguido por  "Not Far Away", "The Ambassador", "Honey Honey Honey" e finalizando o álbum "My Boyfriend".

### 2008-presente: Volta a EMI e Reafirmação
A cantora a opção como uma "volta para casa", sendo que ela voltou a ser o carro-chefe da gravadora, assim como no período que esteve pela EMI pela primeira vez entre 1999 e 2003.

## Filmografia
| Filmes | Filmes               | Filmes     | Filmes |
| Ano    | Título               | Personagem |        |
| ------ | -------------------- | ---------- | ------ |
| 2002   | Infernal Affairs     | May        |        |
| 2004   | The Butterfly Lovers | Liu        |        |

## Ligações Externas
- Site Oficial
- Site Oficial - Em Chinês
- MTVChinese.com Elva Hsiao MTV Site